# Makkenesuvvene
Makkenesuvvene är en sjö i Krokoms kommun i Jämtland och ingår i Indalsälvens huvudavrinningsområde. Sjön har en area på 0,414 kvadratkilometer och ligger 715,6 meter över havet. Sjön avvattnas av vattendraget Stensjöån.

## Delavrinningsområde
Makkenesuvvene ingår i det delavrinningsområde (709599-139104) som SMHI kallar för Inloppet i Stor-Stensjön. Medelhöjden är 867 meter över havet och ytan är 11,49 kvadratkilometer. Räknas de 11 avrinningsområdena uppströms in blir den ackumulerade arean 51,64 kvadratkilometer. Stensjöån som avvattnar avrinningsområdet har biflödesordning 4, vilket innebär att vattnet flödar genom totalt 4 vattendrag innan det når havet efter 326 kilometer. Avrinningsområdet består mestadels av skog (11 procent) och kalfjäll (85 procent). Avrinningsområdet har 0,49 kvadratkilometer vattenytor vilket ger det en sjöprocent på 4,2 procent.